# Mercedes-Benz C215
Mercedes-Benz C215 — кодове позначення купе CL-класу другого покоління німецької марки Mercedes-Benz, що випускалося з 1999 по 2006 роки.

## Опис

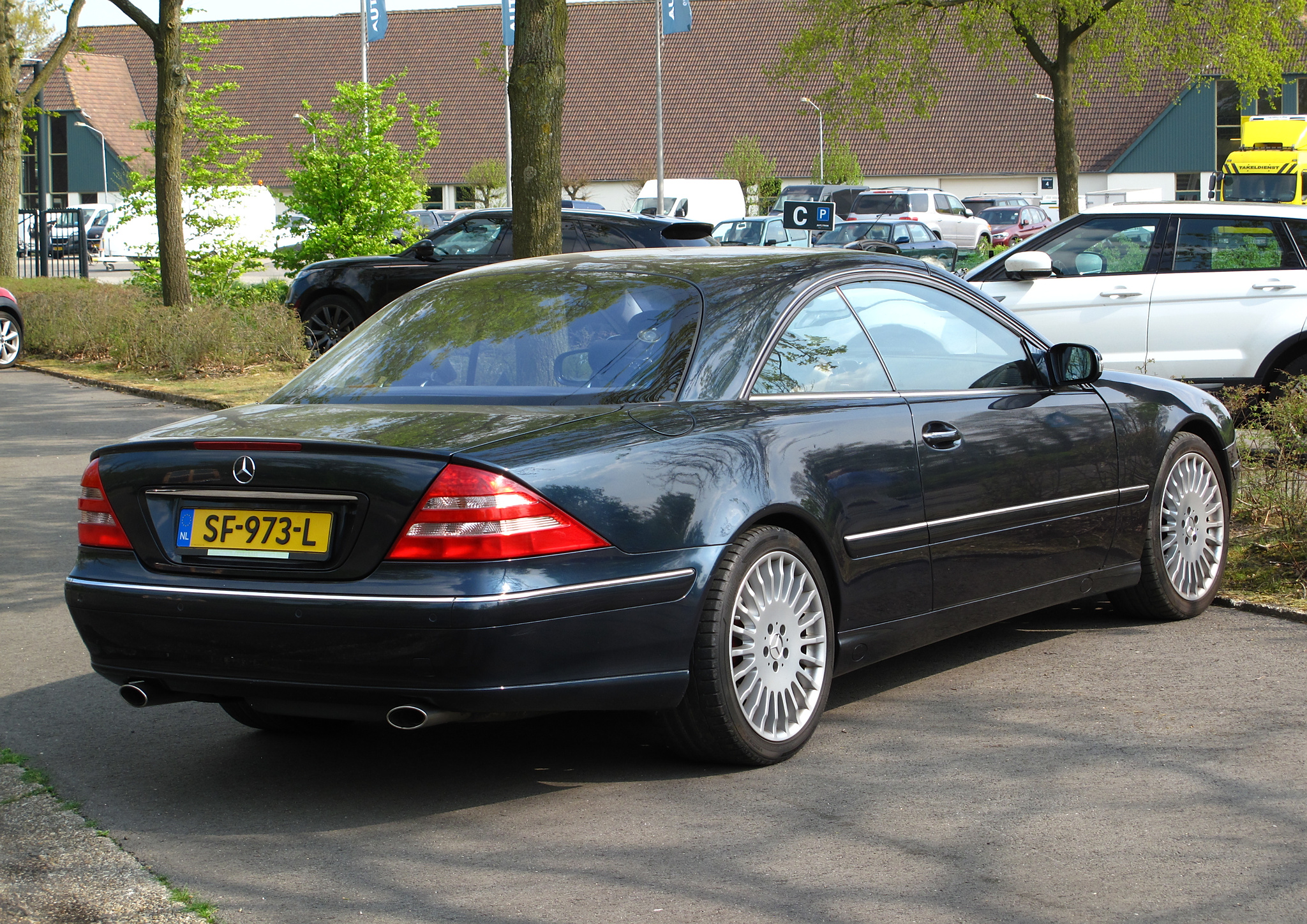
Mercedes-Benz CL500 (1999—2002)

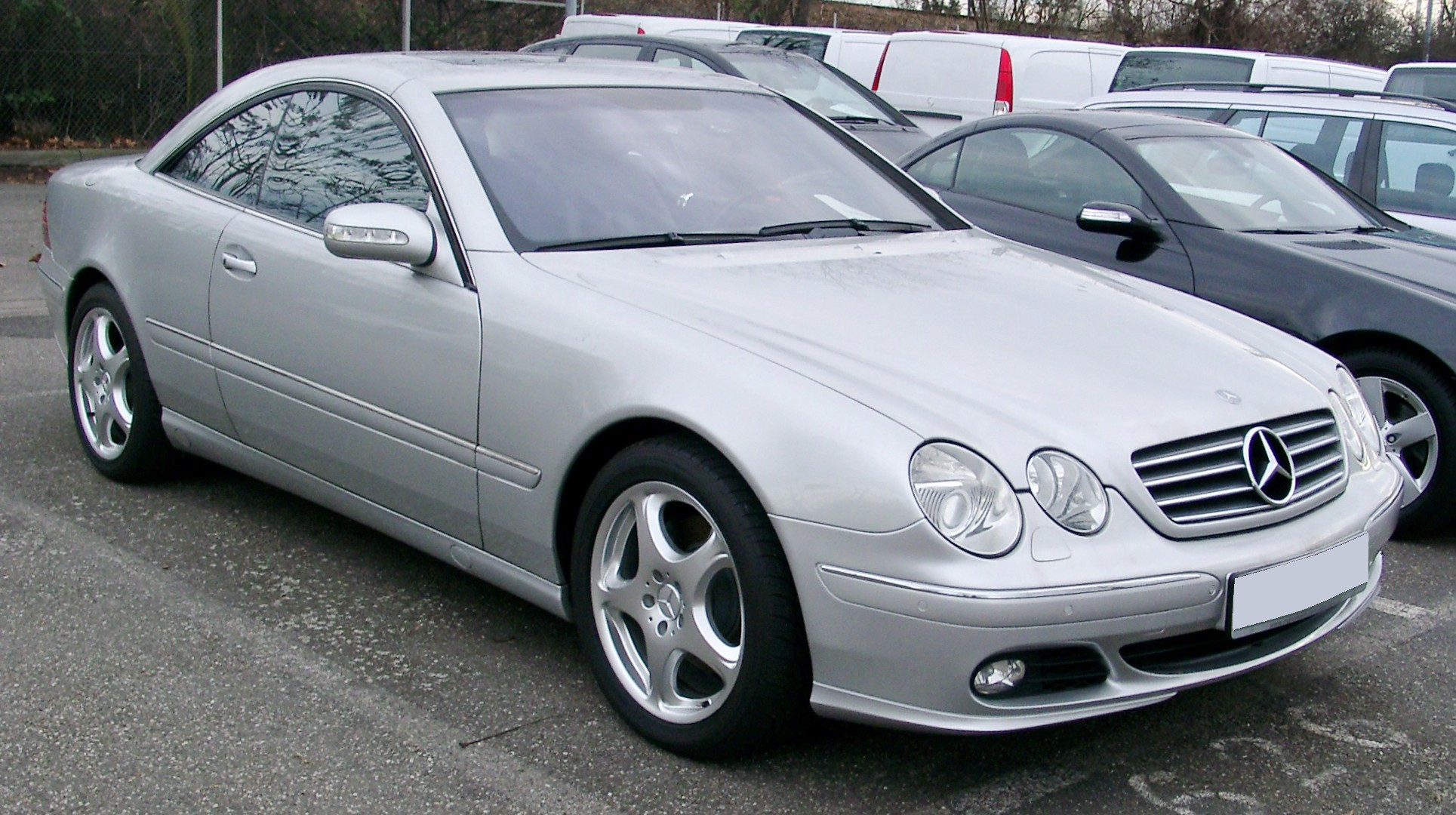
Mercedes-Benz CL500 (2002—2006)

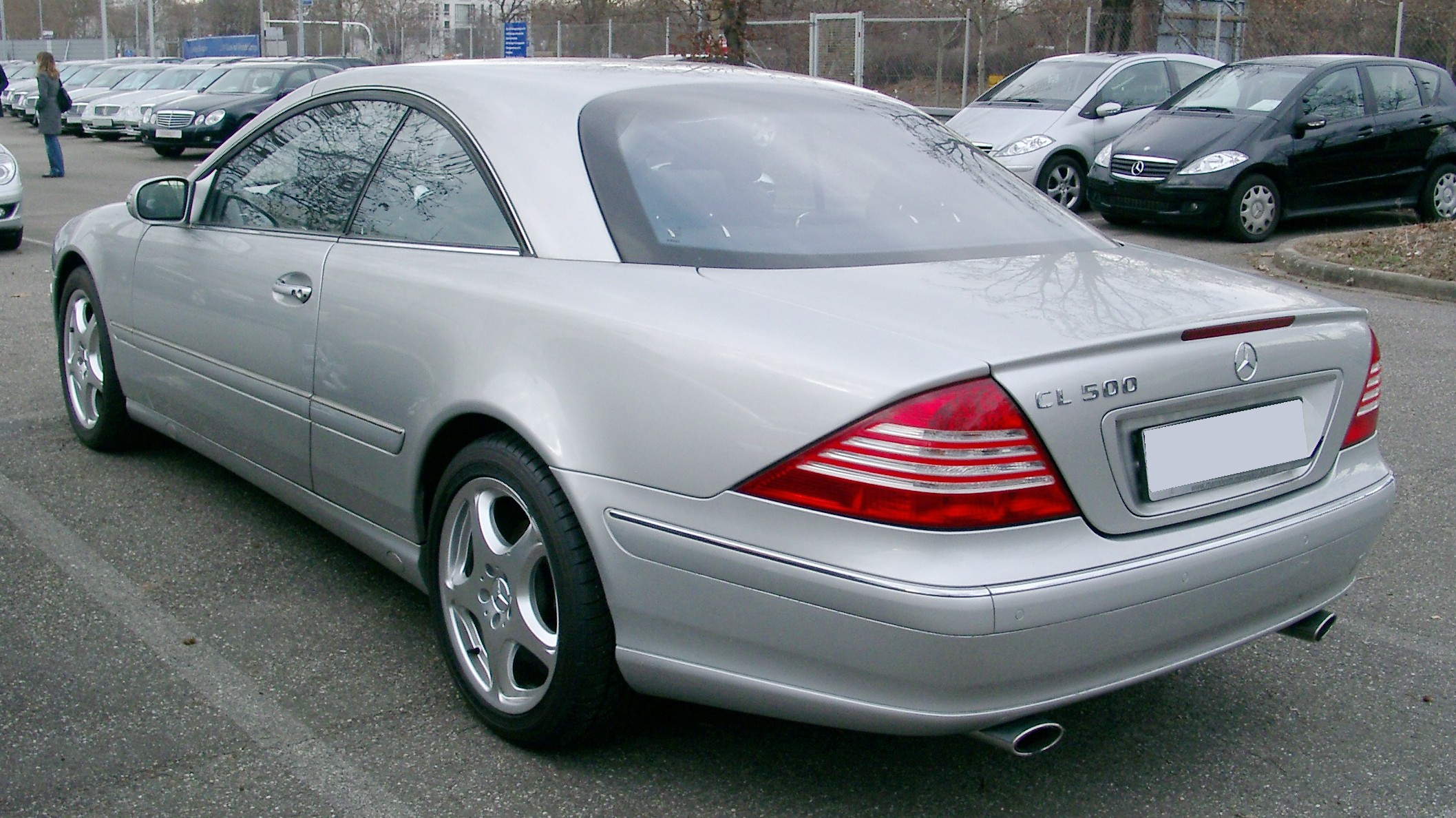
Mercedes-Benz CL500 (2002—2006)

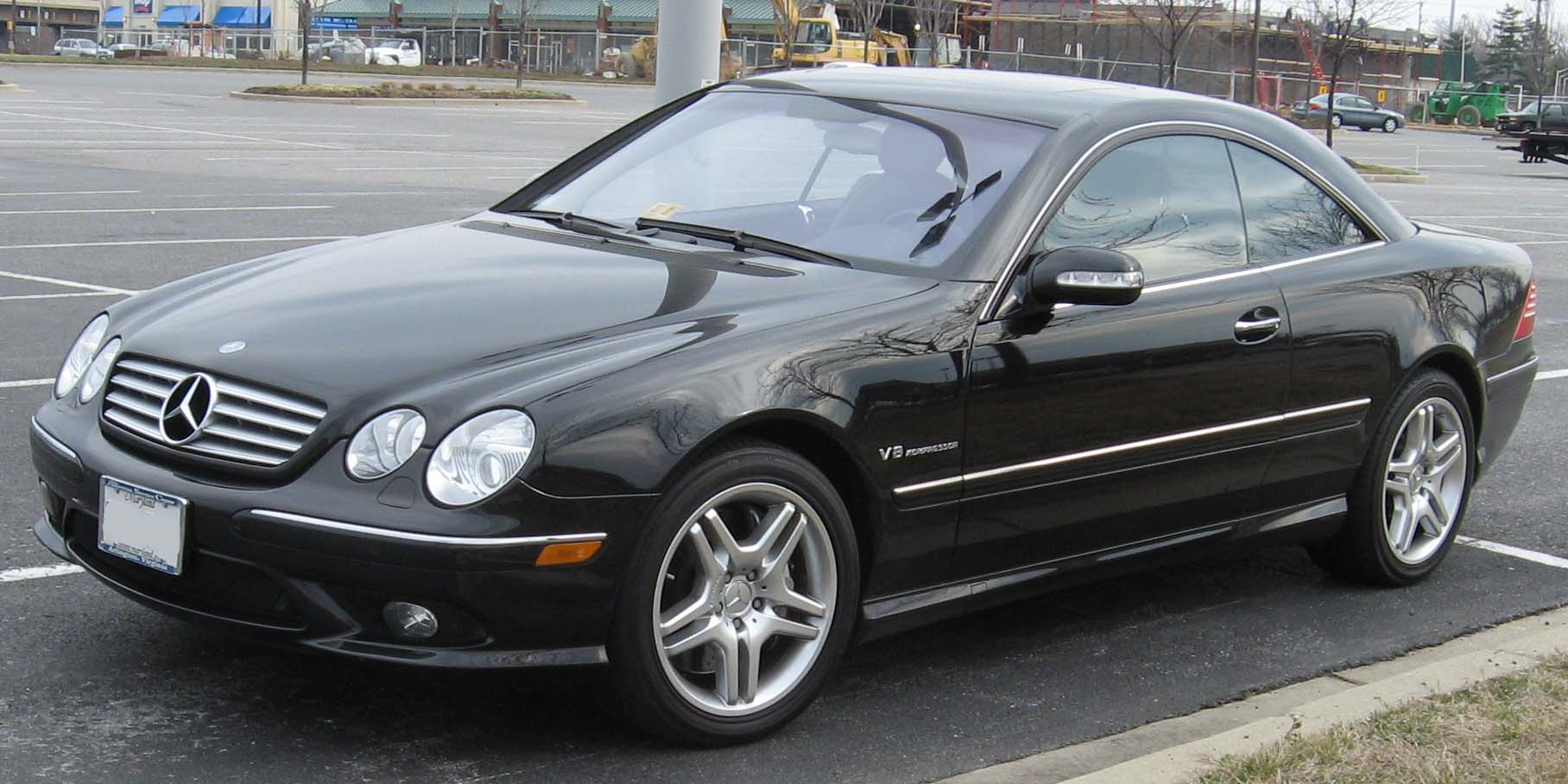
Mercedes-Benz CL55 AMG

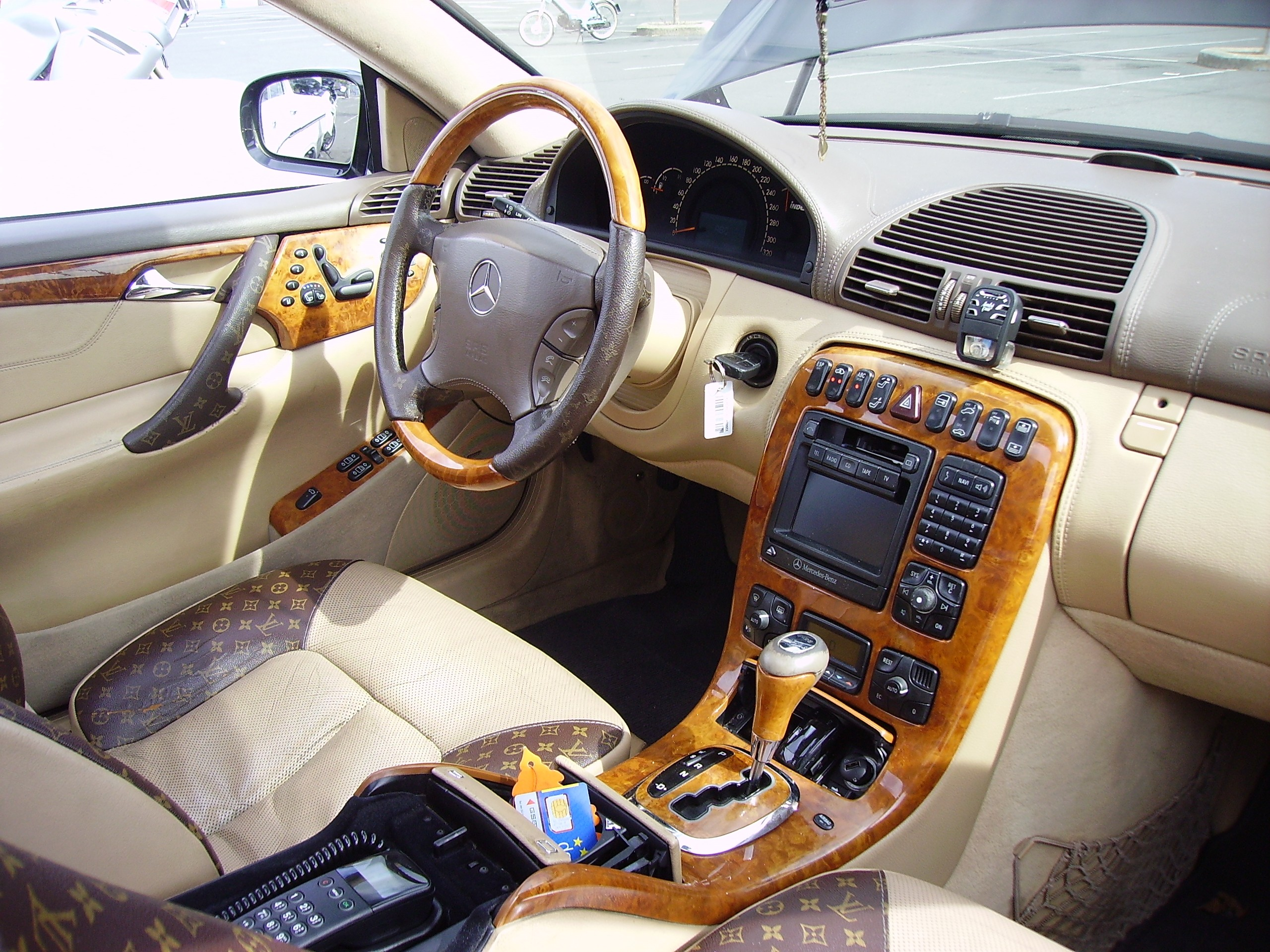
Салон

Модель ознаменувала собою друге покоління утвореного в 1996 році CL-класу, в який була виділена купе-версія S-класу. У автомобіля був окремий номер кузова, але шасі і трансмісія були однаковими з седаном W220 S-класу, що випускався паралельно.
Автомобіль спочатку вироблявся у двох модифікаціях CL500 і CL600. На початку 2000 року з'явилася модель CL55 AMG.
У 2002 році автомобіль отримав капітальне оновлення, потрібно відзначити, якщо W220 залишив не найкращу репутацію надійності, то C215 за все своє виробництво не мав подібної критики. AMG в 2004 році ввела модель CL65 AMG з бітурбованим двигуном V12 потужністю 612 к. с.
Високо оцінений, CL63 AMG був найрідкіснішим з усіх версій C215. Він був випущений лише в листопаді 2001 року, 51 екземпляр, і фактично лише 26 з них були випущені для широкого загалу. 26 одиниць CL63 AMG V12 були продані лише в Європі та Азії, тоді як у березні 2002 року невелику кількість правосторонніх агрегатів було зареєстровано у Великій Британії. Насправді сам Mercedes-Benz ніколи не пропонував CL63 W215 на продаж. Усі вони продавалися виключно через дочірню компанію AMG за базовою ціною за тодішнім обмінним курсом 200 000 доларів.
Всього до кінця виробництва (березень 2006 року) було побудовано 46 600 автомобілів.

## Двигуни
| Модель                     | Об'єм    | Тип двигуна/Циліндри      | Потужність          | Роки виробництва |
| -------------------------- | -------- | ------------------------- | ------------------- | ---------------- |
| CL 500                     | 4966 см³ | M113 E50 V8               | 225 кВт (306 к. с.) | 03/1999—03/2006  |
| CL 600                     | 5786 см³ | M137 E58 V12              | 270 кВт (367 к. с.) | 10/1999—05/2002  |
| CL 600                     | 5513 см³ | M275 E55 AL Biturbo       | 368 кВт (500 к. с.) | 06/2002—03/2006  |
| CL 55 AMG                  | 5439 см³ | M113 E55 V8               | 265 кВт (360 к. с.) | 10/1999—10/2002  |
| CL 55 AMG                  | 5439 см³ | M113 E55 ML V8 Kompressor | 368 кВт (500 к. с.) | 11/2002—03/2006  |
| CL 63 AMG (Обмежена серія) | 6258 см³ | M137 E63 V12              | 362 кВт (444 к. с.) | 09/2001—06/2002  |
| CL 65 AMG (Обмежена серія) | 5980 см³ | M275 E60 AL V12 Biturbo   | 450 кВт (612 к. с.) | 09/2003—03/2006  |